# Гедеон (Докукин)
Митрополи́т Гедео́н (в миру Алекса́ндр Николае́вич Доку́кин; 18 декабря 1929, станица Новопокровская, Кубанский округ, Северо-Кавказский край — 21 марта 2003, Ставрополь) — епископ Русской православной церкви, с 1990 года — митрополит Ставропольский и Владикавказский.

## Биография

### Детство и юность
Александр Докукин родился 18 декабря 1929 года в станице Новопокровской на Кубани, в казачьей семье. Отец был репрессирован. Семью, оставшуюся без кормильца, лишили дома и средств к существованию. Братья и сёстры будущего митрополита погибли во время голода, вызванного насильственной коллективизацией. Юный Александр остался с матерью Матроной Григорьевной. Впоследствии он вспоминал свои детские годы и заботы матери:

Все силы безбожного зла восстали на бедную мученицу. И только глубокая вера в Бога помогала ей и ободряла в страшных испытаниях. И она не озлобилась, за всех молилась, всех любила. Ногами месила глину с соломой (и из ног её струилась кровь), чтобы прокормить себя и ребёнка. Я тоже помогал маме, а мне было всего шесть лет.

Когда в 1942 году в станице Зимовники Ростовской области, где жили тогда Докукины, в условиях оккупации открылся православный молитвенный дом (станичный Петропавловский храм был разрушен ещё в 1939 году), мама с сыном стали его первыми прихожанами. Очень скоро Александр начал читать и петь на клиросе, прислуживать в алтаре.
В 1947 году, окончив школу в станице Зимовники, получив благословение матери и деда и заручившись рекомендацией священника, Александр поступил в Ставропольскую духовную семинарию. Александру легко давались богословские науки, он был одним из лучших студентов.
Во время обучения на 4-м курсе семинарии был призван в армию. Вместе с ним служили в одной части Григорий Орехов (впоследствии архиепископ Гермоген), Иоанн Коллодий, Николай Дмитриев, впоследствии протоиереи. В армии его назначили командиром взвода строителей. Получив увольнение, спешил в церковь, где в то время служил уже священником его однокашник священник Димитрий Клюпа; становился на клирос, пел, читал, помогал в алтаре.
Вскоре семинаристов отозвали из армии как «незаконно призванных», и они вернулись в семинарию. В 1952 году окончил полный курс Ставропольской духовной семинарии.

### Церковное служение в Ставропольской епархии
По окончании семинарии архиепископом Ставропольским и Бакинским Антонием (Романовским) назначен псаломщиком-регентом Успенской церкви города Махачкалы.
30 июня 1953 года подал прошение архиепископу Антонию с просьбой рукоположить его в священный сан и назначить в один из приходов Ставропольской Епархии. 1 августа 1953 года архиепископ Антоний наложил резолюцию на прошение: «Направить к духовнику на исповедь и, если препятствий не окажется, — на рукоположение в сан диакона 2 августа в воскресенье». Ставленника исповедовал в тот же день архимандрит Иоанн (Голубев), не нашедший канонических препятствий к рукоположению в священный сан.
2 августа 1953 года в Крестовоздвиженской церкви за Божественной литургией архиепископом Антонием (Романовским) рукоположён в сан диакона, а 4 августа в той же Крестовоздвиженской церкви во иерея и тот же день получил Указ за № 176 о назначении настоятелем в станицу Крайновскую в Дагестане.
С 1955 по 1960 годы заочно обучался в Ленинградской духовной академии, окончил её со степенью кандидата богословия за сочинение «Христианство на Северном Кавказе до и после его присоединения к России».
В 1961 году возведён в сан протоиерея и назначен настоятелем Пантелеимоновской церкви. После её закрытия во время антирелигиозной компании Хрущёва в мае 1962 года переведён в Минеральные Воды.

### Служение в Ленинградской и Петрозаводской епархиях
С 1 января 1966 года — настоятель Крестовоздвиженского собора Петрозаводска, благочинный церквей Олонецкой епархии.
23 марта 1966 году митрополит Ленинградский и Ладожский Никодим (Ротов) постриг Александра в монашество с именем Гедеон в честь святого праведного праотца Гедеона. 8 мая того же года возвёл в сан архимандрита.

### На Смоленской кафедре

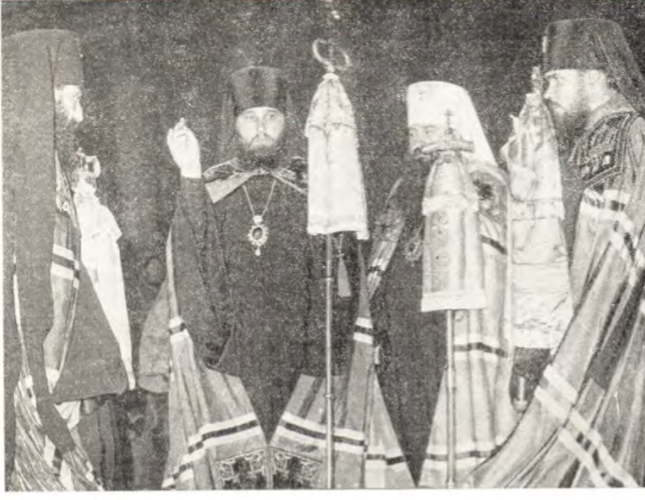
Епископ Смоленский Гедеон (Докукин) преподаёт первое Архипастырское благословение

22 октября 1967 года хиротонисан в епископа Смоленского и Вяземского. Хиротонию совершили: митрополит Ленинградский Никодим (Ротов), архиепископы Таллинский Алексий (Ридигер), Новосибирский Павел (Голышев), епископ Симферопольский Антоний (Вакарик), епископ Дмитровский Филарет (Вахромеев), епископ Пермский Иоасаф (Овсянников), епископ Подольский Гермоген (Орехов).

### На Новосибирской кафедре
2 февраля 1972 года назначен епископом Новосибирским и Барнаульским.
С 24 октября по 26 декабря 1974 года временно управлял Омской епархией.
9 сентября 1977 года был возведён в сан архиепископа.
С 1977 года он являлся членом президиума Новосибирского областного комитета защиты мира, имел награды областного комитета защиты мира.
9 сентября 1987 года возведён в сан митрополита.
При архиепископе Гедеоне, с конца 1970-х годов, в обширной Новосибирской епархии начался рост числа приходов и строительство храмов. В большинстве приходов были сооружены крестильные храмы, «которые могут при необходимости заменить основной». Уже в тот период в народе его стали называть «Владыка-строитель». За 17 лет пребывания на новосибирской кафедре ему удалось не только отстоять действующие храмы, организовать их ремонт и реконструкцию, но и открыть около 50 новых.
С именем митрополита Гедеона связаны значительные перемены в общественно-церковной жизни Новосибирска: по его благословению проведена реконструкция Вознесенского кафедрального собора, здание собора Александра Невского возвращено Русской православной церкви, в новосибирском Академгородке создана православная община. По инициативе Гедеона прошли общегородские торжества, посвящённые 1000-летию крещения Руси.
Проявил себя как проповедник. Проповедь в советский период являлась единственным способом донесения до людей христианских истин, в том числе священной истории. Библию или Евангелие достать было практически невозможно. В Новосибирском Вознесенском кафедральном соборе был установлен специальный микрофон, который включали во время проповедей митрополита Гедеона и записывали его речь на катушечный магнитофон. Данные записи прослушивались, фиксировались в виде рукописи или машинописи, а затем из этих записей составляли сборники. Но в сборники помещались не все проповеди, по причине того, что митрополит Гедеон служил очень часто и говорил проповеди за каждым богослужением, утренним и вечерним, так что за год их набиралось более 180.
Как отмечает исследователь гомилетического наследия Владыки иерей Виталий Гуляев, «гомилетическое наследие митрополита Гедеона (Докукина), дошедшее до нашего времени, представляет собой ценный материал — как для научного исследования, так и для практического применения современными пастырями: слова, проповеди, поучения и беседы митрополита — прекрасные образцы своеобразия таланта этого русского иерарха».

### На Ставропольской кафедре

Митрополит Гедеон встречает Святейшего Патриарха всея Грузии Илию II в аэропорту Владикавказ. 1997 г.

С 25 января 1990 года владыка Гедеон являлся митрополитом Ставропольским и Бакинским.
В 1992 году, по благословению митрополита Ставропольского и Бакинского Гедеона при Свято-Никольском кафедральном соборе города-курорта Кисловодска открыта первая на Северном Кавказе Православная гимназия, имеющая государственную аккредитацию и конфессиональное представление Русской Православной Церкви. В число её первых учеников вошли воспитанники Свято-Никольской воскресной школы.
С 26 февраля 1994 года в связи с образованием Бакинского викариатства именовался Ставропольским и Владикавказским.
В годы его правления на Северном Кавказе возвращено РПЦ и построено 100 храмов, в два с половиной раза увеличилось количество приходов. Митрополит Гедеон был известен своей миротворческой деятельностью. На Северном Кавказе стал инициатором многих конференций по проблемам мира.

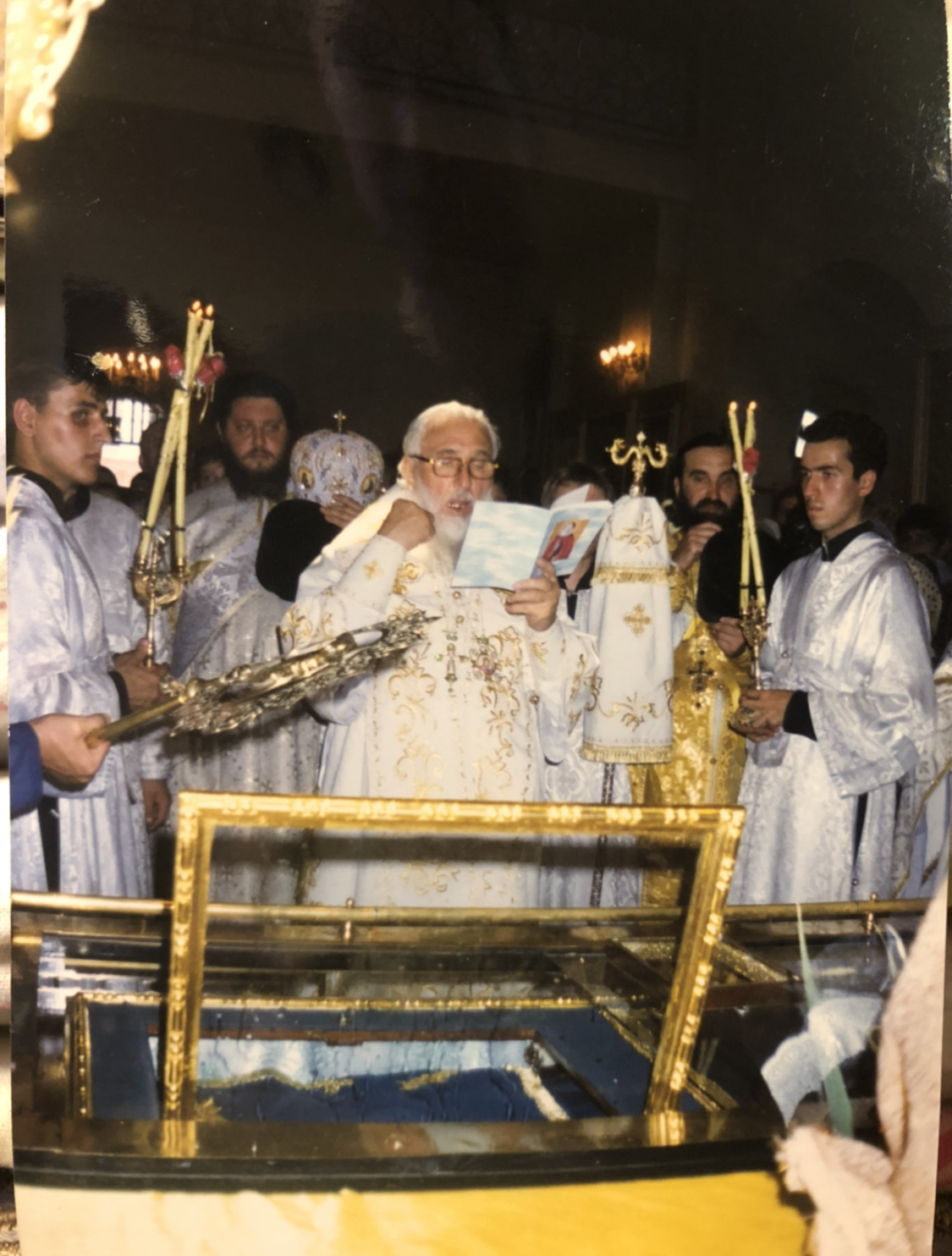
Митрополит Гедеон совершает молебен перед мощами преподобного Феодосия Кавказского в день перенесения мощей святого в Покровский собор г. Минеральные Воды. 8 августа 1998 г.

Одним из значимых деяний митрополита Гедеона на Ставропольской кафедре было прославление в лике местночтимых святых иеросхимонаха Феодосия Кавказского. 11 апреля 1995 года благословил обретение мощей и перенесение их в храм Архангела Михаила посёлка Красный Узел, где был совершён акт канонизации. 8 августа 1998 года в 50-ю годовщину кончины святого угодника митрополит Гедеон крестным ходом перенёс его святые останки в специально для этого отстроенный собор Покрова Божией Матери (архитектор К. М. Магкеев) в городе Минеральные Воды На этот праздник собралось свыше 70 000 паломников из России и дальнего зарубежья.
В 1999 году владыка Гедеон активно поддержал инициативу архимандрита Ипполита (Халина) о возобновлении монашеской жизни в Республике Северная Осетия-Алания. Никогда не посещавший Осетию, он на расстоянии указал место строительства мужского и женского монастырей. В Рыльском Свято-Николаевском монастыре он подготовил их первых насельников. Первоначально решением Священного Синода РПЦ Свято-Успенский Аланский мужской монастырь был основан в г. Беслан, неподалёку от школы № 1 (где 1 сентября 2004 г. боевики захватили в заложники и убили 333 человека, из них 186 детей). Митрополит Гедеон посетил монастырь и благословил первых монахов и послушников. Позже решением Священного Синода монастырь был перенесён в горную часть Алании в Куртатинское ущелье, а в г. Беслане остался монастырский скит. Женский скит был создан в 2002 г. в городе Алагир Республики Северная Осетия. 24 декабря 2004 г. определением Священного Синода РПЦ в нескольких километрах от скита открыт Богоявленский Аланский женский монастырь. На его территории 18 июля 2018 г. архиепископ Владикавказский и Аланский Леонид (Горбачёв) освятил памятник архимандриту Ипполиту работы народного художника Республики Северная Осетия-Алания скульптора В. Соскиева.
За историческое исследование «Христианство на Северном Кавказе до и после его присоединения к России» выполненное в Ленинградской духовной Академии, Гедеон Докукин получил степень кандидата богословия. Эта работа выдержала несколько изданий и поныне не теряет научной значимости.
Из воспоминаний протоиерея Иоанна Колодия:

Владыка вообще был очень контактным человеком, много общался и со священнослужителями, и с прихожанами. Он принимал всех, кто бы ни приходил к нему. Бывало, приходили старушки не по делу, а просто так, чтобы посмотреть на него, поговорить с ним — он никому не отказывал во встрече. Немало делал он добрых дел, причём, чаще всего «тайнообразующе». Но я, как человек ему близкий, знал об этой его добродетели, о его частых пожертвованиях нуждающимся.
В период парламентских выборов 1999 года лидер КПРФ Геннадий Зюганов обратился к российским архиереям РПЦ, которым он разослал им свою программную брошюру «Вера и верность. Русское православие и проблемы возрождения России», где в очередной раз доказывал принципиальную близость советского коммунизма и православия. В ответ на это митрополит Гедеон написал статью «Просто вам нужны голоса верующих…». Был опубликован ещё и ответ Зюганова на отповедь митрополита Гедеона.
Последние полгода жизни тяжело болел. Последний раз служил 8 сентября 2002 года в Андреевском кафедральном соборе в Ставрополе. С 18 сентября официально находился на больничном, вскоре был помещён в реанимационное отделение Ставропольской краевой больницы.
Скончался 21 марта 2003 года. Похоронен 24 марта в ограде кафедрального собора Ставрополя напротив алтарной апсиды.

## Награды
Церковные:
- Орден святого равноапостольного князя Владимира II степени
- Орден преподобного Сергия Радонежского I степени
- Орден преподобного Сергия Радонежского II степени
- орден святого благоверного князя Даниила Московского
- Награды поместных Православных церквей, в том числе высшая награда Иерусалимской Православной Церкви орден Живоносного Гроба Господня «Большой крест Святогробского братства»

Государственные:
- Орден «За заслуги перед Отечеством» IV степени (27 декабря 1999) — за большой вклад в возрождение духовно-нравственного воспитания и укрепление гражданского мира[16]
- Орден Дружбы народов (2 июня 1994) — за активную миротворческую деятельность по укреплению дружбы между народами Северного Кавказа[17]

Общественные:
- Лауреат международной премии за укрепление мира на Северном Кавказе
- Почётная серебряная медаль Советского фонда мира
- Золотая медаль мира Российского фонда мира
- Орден Белого Орла (Союз предпринимателей Юга России)
- Почётный гражданин Кисловодска, Махачкалы и Республики Дагестан

## Сочинения
статьи
- Речь при наречении во епископа Смоленского 21 октября 1967 г. // Журнал Московской Патриархии. 1967. — № 12. — С. 9-12.
- В Неделю пятую по Пасхе // Журнал Московской Патриархии. 1981. — № 7. — С. 40-41.
- На Рождество Христово // Журнал Московской Патриархии. 1981. — № 12. — С. 33-34.
- О почитании Матери Божией // Журнал Московской Патриархии. 1984. — № 5. — С. 39-40.
- О святом праотце Гедеоне // Журнал Московской Патриархии. 1984. — № 12. — С. 48-49.
- На Преображение Господне // Журнал Московской Патриархии. 1986. — № 8. — С. 42-43.
- В Неделю жён-мироносиц // Журнал Московской Патриархии. 1987. — № 5. — С. 29-31.
- Слово в день освящения храма Всех святых, в земле Сибирской просиявших // Журнал Московской Патриархии. 1987. — № 10. — С. 42-43.
- Православие в Сибири и Америке // Журнал Московской Патриархии. 1990. — № 11. — С. 19-22.
- «Кто поставил Вас судиёй?» // Русь Православная. No 50 / Советская Россия. 1997. — 3 апреля.
- «Просто вам нужны голоса верующих…» // Русский православный патриот. 1999. — № 1
- Слово на открытии I Международных Свято-Игнатиевских чтений // Журнал Московской Патриархии. 1999. — № 6. — С. 57-61
- Выступление на межрегиональной научно-практической конференции «Современность и духовно-нравственное развитие личности» // Журнал Московской Патриархии. 2002. — № 5. — С. 65-71.

книги
- История христианства на Северном Кавказе до и после присоединения его к России. — Москва : Штаб-квартира Всецерков. православ. молодеж. движения ; Пятигорск : Штаб-квартира регион. отд-ния Всецерков. православ. молодеж. движения Ставроп.-Бакин. епархии, 1992. — 191 с.
- Жизнь, слова, речи, послания, обращения / Высокопреосвященнейший Гедеон, митр. Ставропольский и Бакинский. — Ставрополь : Фонд духов. просвещения, 1997. — 447 с. — ISBN 5-900812-01-4
- Миротворческие инициативы на Северном Кавказе. — Кн. отпечатана попечением мэра г. Черкесска С. Э. Дерева в подарок автору. — Ставрополь : Фонд духов. просвещения, 1999. — 111 с. — ISBN 5-900828-46-8
- Пою Богу моему : Избранные труды. — Ставрополь, 1999. — 542 с. — ISBN 5-93078-024-2
- За Русь Святую : проповеди, обращения и выступления, из переписки. — Ставрополь : Ставропольское епархиальное упр., 2001. — 367 с. — ISBN 5-93078-071-4